# Grand prix du Festival de Cannes
Pour les articles homonymes, voir Grand prix.

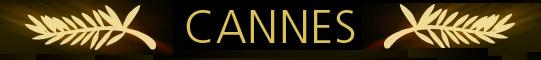
Un bandeau du Festival de Cannes

Le grand prix du Festival de Cannes est décerné depuis 1959, et régulièrement depuis 1967, par le jury des longs métrages du Festival de Cannes à un film de la compétition ayant manifesté le plus d'originalité ou d'esprit de recherche.
Le « grand prix du Festival international du film » a aussi été, de 1946 à 1954, le nom de la récompense suprême du Festival de Cannes, avant d'être renommé « Palme d'or » en 1955.

## Historique
Le « grand prix du Festival international du film » a d'abord désigné la récompense suprême du Festival de Cannes, de sa première édition en 1946 à l'année 1954. Ce « grand prix » a été renommé en Palme d'or en 1955.
Depuis les années 1960, le « prix spécial du jury », devenu « grand prix spécial » avant d'être « grand prix du jury » puis finalement « grand prix », a la même valeur que la Palme d'or, le premier venant récompenser le meilleur film de la compétition dans la catégorie « art et essai », la seconde allant au meilleur film destiné au grand public. Mais cette définition n'a jamais été comprise ni appliquée par les jurys successifs. Aujourd'hui, cette distinction est définitivement perçue comme un honneur moins prestigieux que la Palme, mais elle permet malgré tout à son détenteur de se hisser à la seconde place du palmarès.
Le film Étoiles (Sterne) de Konrad Wolf remporte le tout premier grand prix en 1959.
Cette récompense s'appelle à l'origine le grand prix spécial du jury (1967-1988) puis grand prix du jury (1989-1994).

## Palmarès
| Année | Film                                             | Titre original                                        | Réalisateur                               | Pays                                      |
| ----- | ------------------------------------------------ | ----------------------------------------------------- | ----------------------------------------- | ----------------------------------------- |
| 1959  | Étoiles                                          | Sterne                                                | Konrad Wolf                               | Allemagne de l'Est                        |
| 1967  | Accident                                         |                                                       | Joseph Losey                              | Royaume-Uni                               |
| 1967  | J'ai même rencontré des Tziganes heureux         | Skupljači perja                                       | Aleksandar Petrović                       | Yougoslavie                               |
| 1968  | Arrêté à cause des événements de Mai 68          | Arrêté à cause des événements de Mai 68               | Arrêté à cause des événements de Mai 68   | Arrêté à cause des événements de Mai 68   |
| 1969  | Ådalen '31                                       |                                                       | Bo Widerberg                              | Suède                                     |
| 1970  | Enquête sur un citoyen au-dessus de tout soupçon | Indagine su un cittadino al di sopra di ogni sospetto | Elio Petri                                | Italie                                    |
| 1971  | Johnny s'en va-t-en guerre                       | Johnny Got His Gun                                    | Dalton Trumbo                             | États-Unis                                |
| 1971  | Taking Off                                       |                                                       | Miloš Forman                              | États-Unis                                |
| 1972  | Solaris                                          | Солярис, Solyaris                                     | Andreï Tarkovski                          | Union soviétique                          |
| 1973  | La Maman et la Putain                            |                                                       | Jean Eustache                             | France                                    |
| 1974  | Les Mille et Une Nuits                           | Il fiore delle mille e una notte                      | Pier Paolo Pasolini                       | Italie                                    |
| 1975  | L'Énigme de Kaspar Hauser                        | Jeder für sich und Gott gegen alle                    | Werner Herzog                             | Allemagne de l'Ouest                      |
| 1976  | Cría cuervos                                     |                                                       | Carlos Saura                              | Espagne                                   |
| 1976  | La Marquise d'O...                               | Die Marquise von O...                                 | Éric Rohmer                               | Allemagne de l'Ouest                      |
| 1977  | Non décerné                                      | Non décerné                                           | Non décerné                               | Non décerné                               |
| 1978  | Rêve de singe                                    | Ciao maschio                                          | Marco Ferreri                             | Italie                                    |
| 1978  | Le Cri du sorcier                                | The Shout                                             | Jerzy Skolimowski                         | Royaume-Uni                               |
| 1979  | Sibériade                                        | Sibiriada                                             | Andreï Kontchalovski                      | Union soviétique                          |
| 1980  | Mon oncle d'Amérique                             |                                                       | Alain Resnais                             | France                                    |
| 1981  | Les Années lumière                               |                                                       | Alain Tanner                              | Suisse                                    |
| 1982  | La Nuit de San Lorenzo                           | La notte di San Lorenzo                               | Paolo et Vittorio Taviani                 | Italie                                    |
| 1983  | Monty Python : Le Sens de la vie                 | Monty Python's The Meaning of Life                    | Terry Jones et Terry Gilliam              | Royaume-Uni                               |
| 1984  | Journal à mes enfants                            | Napló gyermekeimnek                                   | Márta Mészáros                            | Hongrie                                   |
| 1985  | Birdy                                            |                                                       | Alan Parker                               | États-Unis                                |
| 1986  | Le Sacrifice                                     | Offret                                                | Andreï Tarkovski                          | Suède                                     |
| 1987  | Le Repentir                                      | მონანიება, Monanieba                                  | Tenguiz Abuladze                          | Union soviétique                          |
| 1988  | Un monde à part                                  | A World Apart                                         | Chris Menges                              | Royaume-Uni                               |
| 1989  | Cinema Paradiso                                  | Nuovo cinema Paradiso                                 | Giuseppe Tornatore                        | Italie                                    |
| 1989  | Trop belle pour toi                              |                                                       | Bertrand Blier                            | France                                    |
| 1990  | L'Aiguillon de la mort                           | 死の棘, Shi no toge                                   | Kōhei Oguri                               | Japon                                     |
| 1990  | Tilaï                                            |                                                       | Idrissa Ouedraogo                         | Burkina Faso                              |
| 1991  | La Belle Noiseuse                                |                                                       | Jacques Rivette                           | France                                    |
| 1992  | Les Enfants volés                                | Il ladro di bambini                                   | Gianni Amelio                             | Italie                                    |
| 1993  | Si loin, si proche !                             | In weiter Ferne, so nah!                              | Wim Wenders                               | Allemagne                                 |
| 1994  | Vivre !                                          | 活着, Huozhe                                          | Zhang Yimou                               | Chine                                     |
| 1994  | Soleil trompeur                                  | Утомлённые солнцем, Utomlyonnye solntsem              | Nikita Mikhalkov                          | Russie                                    |
| 1995  | Le Regard d'Ulysse                               | Το Βλέμμα του Οδυσσέα, To Vlémma tou Odysséa          | Theo Angelopoulos                         | Grèce                                     |
| 1996  | Breaking the Waves                               |                                                       | Lars von Trier                            | Danemark                                  |
| 1997  | De beaux lendemains                              | The Sweet Hereafter                                   | Atom Egoyan                               | Canada                                    |
| 1998  | La Vie est belle                                 | La vita è bella                                       | Roberto Benigni                           | Italie                                    |
| 1999  | L'humanité                                       |                                                       | Bruno Dumont                              | France                                    |
| 2000  | Les Démons à ma porte                            | 鬼子来了, Guizi lai le                                | Jiang Wen                                 | Chine                                     |
| 2001  | La Pianiste                                      | Die Klavierspielerin                                  | Michael Haneke                            | Autriche                                  |
| 2002  | L'Homme sans passé                               | Mies vailla menneisyyttä                              | Aki Kaurismäki                            | Finlande                                  |
| 2003  | Uzak                                             |                                                       | Nuri Bilge Ceylan                         | Turquie                                   |
| 2004  | Old Boy                                          | 올드보이, Oldeuboi                                    | Park Chan-wook                            | Corée du Sud                              |
| 2005  | Broken Flowers                                   |                                                       | Jim Jarmusch                              | États-Unis                                |
| 2006  | Flandres                                         |                                                       | Bruno Dumont                              | France                                    |
| 2007  | La Forêt de Mogari                               | 殯の森, Mogari no mori                                | Naomi Kawase                              | Japon                                     |
| 2008  | Gomorra                                          |                                                       | Matteo Garrone                            | Italie                                    |
| 2009  | Un prophète                                      |                                                       | Jacques Audiard                           | France                                    |
| 2010  | Des hommes et des dieux                          |                                                       | Xavier Beauvois                           | France                                    |
| 2011  | Le Gamin au vélo                                 |                                                       | Frères Dardenne                           | Belgique                                  |
| 2011  | Il était une fois en Anatolie                    | Bir Zamanlar Anadolu'da                               | Nuri Bilge Ceylan                         | Turquie                                   |
| 2012  | Reality                                          |                                                       | Matteo Garrone                            | Italie                                    |
| 2013  | Inside Llewyn Davis                              |                                                       | Joel et Ethan Coen                        | États-Unis                                |
| 2014  | Les Merveilles                                   | Le meraviglie                                         | Alice Rohrwacher                          | Italie                                    |
| 2015  | Le Fils de Saul                                  | Saul fia                                              | László Nemes                              | Hongrie                                   |
| 2016  | Juste la fin du monde                            |                                                       | Xavier Dolan                              | Canada                                    |
| 2017  | 120 Battements par minute                        |                                                       | Robin Campillo                            | France                                    |
| 2018  | BlacKkKlansman : J'ai infiltré le Ku Klux Klan   | BlacKkKlansman                                        | Spike Lee                                 | États-Unis                                |
| 2019  | Atlantique                                       |                                                       | Mati Diop                                 | Sénégal                                   |
| 2020  | Arrêté à cause de la pandémie de Covid-19        | Arrêté à cause de la pandémie de Covid-19             | Arrêté à cause de la pandémie de Covid-19 | Arrêté à cause de la pandémie de Covid-19 |
| 2021  | Un héros                                         | Ghahreman                                             | Asghar Farhadi                            | Iran                                      |
| 2021  | Compartiment n° 6                                | Hytti Nro 6                                           | Juho Kuosmanen                            | Finlande                                  |
| 2022  | Close                                            |                                                       | Lukas Dhont                               | Belgique                                  |
| 2022  | Des étoiles à midi                               | Stars at Noon                                         | Claire Denis                              | France                                    |
| 2023  | La Zone d'intérêt                                | The Zone of Interest                                  | Jonathan Glazer                           | Royaume-Uni                               |
| 2024  | All We Imagine as Light                          |                                                       | Payal Kapadia                             | Inde                                      |
| 2025  | Valeur sentimentale                              | Affeksjonsverdi                                       | Joachim Trier                             | Norvège, France, Danemark, Allemagne      |

## Récompenses multiples

### Par pays
- 10 grands prix : Italie, France
- 6 grands prix : États-Unis
- 4 grands prix : Russie (URSS inclus), Royaume-Uni
- 3 grands prix : Allemagne (RFA incluse),
- 2 grands prix : Chine, Japon, Suède, Turquie, Hongrie, Canada

### Par réalisateur
Les réalisateurs à avoir reçu deux grand prix sont :
- Andreï Tarkovski, pour Le Sacrifice et Solaris
- Bruno Dumont, pour L'humanité et Flandres
- Matteo Garrone, pour Gomorra et Reality
- Nuri Bilge Ceylan, pour Uzak et Il était une fois en Anatolie